# Наследниците: Светът на наследниците
„Наследниците: Светът на наследниците“ или „Светът на наследниците“ (на английски: Descendants: Wicked World/Wicked World) е компютърно анимиран късометражен сериал, който е базиран на оргиналния филм от „Дисни Ченъл“ – „Наследниците“. Премиерата на сериала се излъчва по Дисни Ченъл и по дигиталните платформи, включително WATCH Disney Channel, и приключва на 3 март 2017 г.
Той е също първият оригинален сериал на „Дисни Ченъл“, който е базиран на оригиналния филм на канала.

## В България
В България сериалът е излъчен през януари 2016 г. по „Дисни Ченъл“ с български нахсинхронен дублаж на „Александра Аудио“.